# فیلیپ بووناروتی
فیلیپ جوزپه ماریا لودوویکو بووناروتی، (به ایتالیایی: Filippo Buonarroti)؛ (۱۱ نوامبر ۱۷۶۱ – ۱۶ سپتامبر ۱۸۳۷) که فرانسوی به فیلیپِ بووناروتی معروف است، یک سوسیالیست، نویسنده، آژیتاتور، فراماسون و توطئه‌گر ایتالیایی بود. او در جزیره کرس، فرانسه و ژنو فعال بود. تاریخچه توطئه برابری بابوف (۱۸۲۸) او به متنی اساسی برای انقلابیون تبدیل شد که الهام‌بخش سوسیالیست‌هایی مانند بلانکی و مارکس بود. او یک استراتژی متقابل پیشنهاد کرد که جامعه را طی مراحلی از سلطنت تا لیبرالیسم، سپس به رادیکالیسم، و در نهایت به کمونیسم متحول کند.

## زندگی‌نامه

### فعالیت اولیه
در پیزا در دوک‌نشین بزرگ توسکانی در خانواده‌ای از اشراف محلی به دنیا آمد. بووناروتی در دانشگاه پیزا دانش نظری حقوق خواند. جایی که او با بنیاد نهادن روزنامه جهانی (۱۷۸۷) توسط مقامات دوک بزرگ پیتر لئوپولد به عنوان خرابکار تلقی شد. گمان می‌رود که او برای مدتی در سال ۱۷۸۶ به یک لژ ماسونی پیوست. اگرچه تحت نظارت مستمر و دائمی مقامات بود، اما در زمان وقوع انقلاب فرانسه از آن حمایت کرد.

## اخراج، دستگیر و زندان
بووناروتی در ژوئن ۱۷۹۱ از جزیره اخراج شد و به زادگاهش توسکانی بازگشت و پس از آن دستگیر و زندانی شد.
او در زمان امپراتوری به ژنو و در دوران بازسازی بوربن به بروکسل تبعید شد. او پس از انقلاب ژوئیه ۱۸۳۰ به پاریس بازگشت. او به‌طور ناگهانی در سپتامبر ۱۸۳۷ در پاریس درگذشت.

## افتخارات
مدال یادبود بووناروتی توسط دیوید انجر
اصول انقلابی بووناروتی در دهه ۱۸۳۰ و اوایل دهه ۱۸۴۰ جز آثار مهم بود. آگوست بلانکی بسیاری از مهارت‌ها و تاکتیک‌های شورش‌گری خود را از بووناروتی آموخت، و شورش بابوف برای به اصطلاح برابری بابوف و به دنبال آن محاکمه ای که منجر به آن شد را می‌توان به عنوان متن مهمی در این رابطه تلقی کرد.
بعدها، انقلابیون ۱۸۴۸ در فرانسه و جاهای دیگر، بر این کار به عنوان سنگ بنا تأکید زیادی کردند.
میخائیل باکونین بووناروتی را به عنوان "بزرگترین شورشگر عصر خود" ستود، و به شدت تحت تاثیر عملکرد انقلابی بووناروتی قرار گرفت.